# Карл II Лысый
Карл II Лы́сый (старофр. Karlo, фр. Charles le Chauve, нем. Karl der Kahl; 13 июня 823 — 6 октября 877) — первый король Западно-Франкского королевства (впоследствии — Франция) с 843 года, король Швабии в 831—833 годах, король Аквитании в 839—843 и 848—854 годах, король Лотарингии с 869 года, король Прованса и император Запада с 875 года, король Италии с 876 года из династии Каролингов.

## Биография

### Королевство Карла
Карл, сын Людовика I Благочестивого от его второй жены Юдифи Баварской, был поздним ребёнком: он родился, когда старшие братья его были уже взрослыми людьми, получившими каждый долю в империи. Выделить новое королевство младшему сыну Людовик Благочестивый мог, только отобрав какие-то земли у старших. Передел привёл к ссорам и распрям в императорском семействе, что ускорило распад империи.
К моменту смерти Людовика Благочестивого королевство Карла Лысого включало Нейстрию, Аквитанию, Септиманию, Испанскую марку и Бургундию до швейцарских Альп. Однако эти владения ещё предстояло защитить.

### Войны за наследство
20 июня 840 года Людовик Благочестивый умер. Его старший сын, Лотарь I, немедленно попытался овладеть всей империей. Осенью 840 года Карл вынужден был уступить ему большую часть своих владений — за ним осталась только южная Франция до Луары и некоторые области между этой рекой и Сеной.
Весной 841 года Карл перешёл в наступление и вновь овладел всеми землями до Сены, занял Сен-Дени и Труа. В Аттиньи к нему прибыли послы от третьего брата, Людовика Немецкого, и предложили союз против Лотаря. Карл охотно согласился. 25 июня 841 года в большой битве при Фонтенуа они нанесли Лотарю сокрушительное поражение. После этого Карлу пришлось покорять Аквитанию, так как аквитанцы вместе с Пипином II выступили против него и воевали на стороне Лотаря. До конца года Карл покорил все земли по Луаре и Сене и склонил на свою сторону население областей, лежащих по Маасу.
14 февраля 842 года в Страсбурге младшие братья обменялись клятвами, объединили свои армии и стали теснить Лотаря. В июне 842 года на берегу Соны, неподалёку от Макона, три брата решили заключить мир и поделить империю на «возможно равные части». До конца 842 года Карл успел завершить покорение Аквитании, оттеснив Пипина II в неприступные южные горы.

### Верденский договор
11 августа 843 года в Вердене братья, после долгого обсуждения, заключили договор о разделе Франкской империи. Карл Лысый в придачу к Аквитании получил Септиманию, Испанскую марку, часть Бургундии к югу и западу от Соны, Нейстрию, «Францию» (так назывались тогда старинные франкские области на севере Галлии), Бретань и Фландрию. Эти земли, кроме Фландрии и Бретани, были романскими и в дальнейшем стали ядром Французского королевства. Количество отошедших к каждому из братьев епископств и графств было примерно равным.

### Войны в Аквитании
С этого времени Карл Лысый был почти исключительно занят укреплением королевской власти внутри своего королевства. Фактически ему пришлось вновь завоёвывать большую часть доставшихся своих владений.
В Аквитании Пипин II, при поддержке Бернара Септиманского, отказался признать верховную власть за Карлом II. В 844 году Карл выступил в поход на отпавшую Аквитанию. Бернар был схвачен и обезглавлен. Но маркграф Испанской марки Вильгельм, союзник Пипина II, напал при переправе через реку возле Ангулема на королевское войско и нанёс ему столь серьёзное поражение, что лишь немногие воины сумели избежать смерти. Был убит королевский знаменосец и многие другие знатные люди. Это поражение принудило Карла снять осаду с Тулузы.

### Вторжения норманнов
Во времена Карла II Лысого увеличился натиск норманнов.
В 843 году войско во главе с Гастингом разорило долину реки Луары. Нанятое восставшим против короля западных франков графом Ламбертом II, 24 июня оно захватило Нант, произведя в городе сильное опустошение. Среди множества франков, погибших при этом, был и местный епископ Гунтард, позднее причисленный к лику святых.
В 845 году норманны, высадившись на 120 кораблях под предводительством Рагнара Лодброка в устье Сены, без всякого сопротивления взяли и разграбили Париж. Карл призвал свою армию на защиту Сен-Дени — жемчужины королевских аббатств. «Многие пришли на зов, но не все» — многозначительно отмечает летописец. Но и те, кто пришёл, отказались воевать и обратились в бегство, советуя королю уплатить норманнам семь тысяч фунтов, как того требовал их вождь, чтобы получить хотя бы хрупкое и непрочное перемирие.
Все эти неудачи заставили Карла быть более сговорчивым. В июне 845 года он встретился во Флёри с Пипином II и заключил с ним мир. Пипин II сохранил Аквитанию и королевский титул, но должен был признать себя вассалом Карла II.
В 852 году на Сене, по тем же причинам, было уплачено другому вождю норманнов, Готфриду.
В 858 году, когда Карл предпринял штурм лагеря викингов в Оселе и сражался в первых рядах, его приближённые внезапно оставили его. Внутренние противники Карла не брезговали пользоваться наёмными войсками норманнов. Пипин II Аквитанский занял Пуатье с помощью викингов (857 год). В 862 году Соломон Бретонский мобилизовал норманнов против Карла Лысого, с которым он был раньше в союзе против тех же норманнов.
Начиная с 860 года в течение пятнадцати лет Карл Лысый развернул активную деятельность по вытеснению норманнов из своего королевства. Весной 861 года Карл подкупил датские отряды на Сомме, чтобы они разбили своих соплеменников на Нижней Сене. В начале 862 года он покорил отряд норманнов, разграбивших Мо, который он остановил на укреплённом мосту на Марне. Обращённые в христианство, они стали сражаться на стороне Карла. Эффективной защитой от викингов стали многочисленные укрепления, возводимые Карлом Лысым, так как норманны не умели вести осадную войну.

### Война в Бретани
Карл Лысый вёл долгую войну с бретонцами. Ещё в середине правления Людовика Благочестивого вождь Номиноэ заставил признать своё верховенство над некоторыми племенами. Чтобы привлечь его на свою сторону, император около 830 года назначил его графом Ванна и сюзереном Бретани, хотя и фиктивным. Однако Номиноэ на этом не успокоился. Заключив союз с Ламбером Нантским, который считал себя обобранным Карлом II Лысым, он пересёк границу, и совершил набег на Ле-Ман. Осенью 845 года Карл Лысый выступил в поход против Номиноэ. В Баллоне, возле Редона, 22 ноября 845 года, в болотистой местности бретонцы окружили королевское войско и нанесли ему поражение. Карл едва спасся, укрывшись в Туре. После этого ему пришлось заключить мир с победителями.
В 848 году аквитанцы изгнали от себя Пипина II, который не мог защитить их от норманнов. 6 июня 848 года Карл короновался в Орлеанском соборе как король Аквитании. И хотя Пипин II до самой своей смерти (864 год) не переставал нарушать спокойствие, главенство Карла Лысого к югу от Луары более не ставилось под сомнение. В 850 году Карл взял Тулузу.
В то же время Номиноэ провозгласил себя королём Бретани. Ему наследовал его сын Эриспоэ (851 год). В августе 851 года Карл выступил против него, но был разбит в кровопролитном сражении на границе своих владений. После двух дней упорных боёв он бросил своё войско и тайно бежал, оставив неприятелю свои драгоценные королевские уборы. По заключённому в Анже осенью того же года мирному договору Карл уступил Эриспоэ Ренн, Нант и Резе и признал его королём Бретани. В 856 году в Лувье между Карлом Лысым и Эриспоэ был заключён новый договор, согласно которому дочь бретонского герцога Ансгарда обручилась с сыном Карла Лысого Людовиком Заикой, получившим по этому случаю титул короля Нейстрии.
Эриспоэ был убит в 857 году своим двоюродным братом Соломоном, который унаследовал его престол. По Компьенскому договору 867 года Соломон получил от Карла часть Анжу, Котантен и Авранш. Его королевство достигло тогда значительных размеров, он именовал себя «князем всей Бретани и большей части Галлии». Вплоть до конца правления Карла Лысого бретонцы оставались непримиримы.

### Борьба с Людовиком Немецким
В 854 году, после того как Карл Лысый казнил графа Менского Гаузберта, мятеж в Аквитании вспыхнул с новой силой. Аквитанцы обратились за помощью к Людовику Немецкому, который отправил к ним с войском своего сына Людовика Младшего. Осенью 854 года Карл Лысый заключил соглашение с восставшими: признал независимость их страны и дал им в короли своего восьмилетнего сына Карла III Дитя. В следующем году состоялось примирение с Людовиком Немецким. Впрочем, до тех пор, пока живы были воспоминания о единстве империи, не прекращались попытки потомков Карла Великого объединить её всю в одних руках.

### Восстание знати
В 856 году при воцарении десятилетнего Людовика Заики в Нейстрии из-за разных мотивов династического соперничества и королевского управления графствами в этих землях запротестовала многочисленная партия аристократов. В 858 году Роберт Сильный, граф Тура и Анже, и Венилон, архиепископ Сансский, возглавили открытый мятеж. С ними выступили Эд Орлеанский и Адельгард Парижский.
Людовик Немецкий по призыву мятежников вторгся в королевство своего брата в августе 858 года. Вскоре он захватил Шалон-сюр-Марн, затем Санс и, наконец, Аттиньи — традиционную резиденцию западнофранкских королей. Карл Лысый вскоре увидел себя покинутым: большинство его вассалов перешло на сторону Людовика. С маленьким отрядом Карл бежал в Бургундию, где имел больше приверженцев, и укрылся в Осере. Людовик созвал в Реймсе ассамблею для утверждения своей власти. Но франкские епископы под руководством Гинкмара Реймского отказались в ней участвовать, а без них ничего нельзя было добиться.
В начале 859 года Карл Лысый возобновил войну. Людовик Немецкий не решился вступить в сражение и поспешно отошёл в Германию. В 860 году в Кобленце состоялось примирение братьев. В дальнейшем они поддерживали мирные отношения около десяти лет.

### Борьба за Прованс
В 861 году Карл Лысый задумал прибрать к рукам королевство своего племянника Карла Прованского, сына умершего в 855 году императора Лотаря I. Однако Карла Лысого вынудило отступить сопротивление влиятельного в этих краях графа Жерара Вьеннского. После смерти короля Прованса в 863 году лучшая часть его наследства — районы Лиона, Вьенна, Гренобля, Юзеса — досталась королю Лотарингии Лотарю II, которому сохранил верность Жерар Вьеннский, бывший прежде верным вассалом его отца, императора Лотаря I.

### Борьба за Лотарингию
8 августа 869 года умер король Лотарингии Лотарь II, и Карл Лысый поспешил захватить Лотарингию. 9 сентября 869 года в Меце в соборе Сент-Этьен он короновался королём Лотарингии. Однако в январе 870 года он получил грозное требование брата Людовика Немецкого поделить с ним захваченное. В марте Карл Лысый согласился уступить брату половину Лотарингии. 8 августа 870 года братья встретились близ Мерсена на берегу Мааса и окончательно уговорились о границе раздела. И, если Карл должен был отказаться от Меца и Ахена, то он получил Льеж, Вьенн и весь правый берег Роны.
Маркиз Жерар во Вьенне отверг соглашение, заключённое без его участия и согласия. 24 декабря Карл при поддержке архиепископов Ремигия I Лионского и Адона Вьеннского вошёл в этот город и отдал графства Жерара Бозону Вьеннскому, на сестре которого Ришильде он недавно женился.

### Карл II Лысый — Император Запада
Новое столкновение между братьями произошло летом 875 года, когда умер их племянник, король Италии и император Запада Людовик II, не оставив сыновей. Папа Иоанн VIII провозгласил Карла Лысого императором. Последний немедленно отправился в Италию. По дороге он разбил Карломана, старшего сына Людовика Немецкого, посланного задержать его продвижение, и 17 декабря 875 года вступил в Рим.
25 декабря 875 года состоялось помазание Карла II Лысого на императорский престол. Часть баронов в Италии присягнула ему на верность. Людовик Немецкий, который, будучи почти на 20 лет старше брата Карла, считал себя первоочередным претендентом на императорский трон, опустошил Лотарингию. Доверив управление Итальянским королевством Бозону Вьеннскому, получившему сан герцога, император Карл Лысый вернулся во Францию.

### Попытка захватить Германию
28 августа 876 года умер престарелый Людовик Немецкий. Карл Лысый выступил против его сыновей, рассчитывая воцариться в Германии и воссоединить всю империю Карла Великого. Карл Лысый вторгся в Лотарингию и захватил древнюю столицу франкских королей Ахен. В Кёльне он подписал грамоту о «37-м годе своего правления во Франкии, 7-м — в Лотарингии, втором — во всей Империи и первой годовщине в качестве преемника короля Людовика».
Сыновья Людовика Немецкого в начале октября 876 года ожидали врага при Андернахе. Завязав для вида переговоры, Карл Лысый ночью снялся с лагеря, разделил своё войско на многие отряды и велел им идти разными путями и неожиданно напасть на немцев. Но Людовик III Младший, сын Людовика Немецкого, предупреждённый о вероломстве дяди, успел приготовиться к обороне. Сначала Карлу сопутствовала удача, но вскоре немецкая конница, врезавшись в западно-франкские ряды, нанесла им сильнейшее поражение. Темнота умножила хаос и ужас бойни. Победители с остервенением преследовали побеждённых, безжалостно убивая всех, кто попадался. Сам император Карл Лысый едва успел спастись, и с трудом добрался до монастыря св. Ламберта на Маасе. Германия осталась вне сферы влияния нового императора.

### Вторжение в Италию и смерть
Между тем Италия испытала нашествие арабов, которые подступили к стенам самого Рима. Папа Иоанн VIII настойчиво звал императора Запада и короля Италии Карла Лысого на помощь. В июне 877 года Карл Лысый собрался, наконец, в поход против арабов. В Тортоне он встретился с папой. К концу лета Карл вступил в Павию, вместе со скрывающимся от преследователей папой. Затем в течение нескольких дней ожидал подхода своих графов, но те так и не явились. Зато пришло известие, что немецкий король Карломан, племянник Карла, стоит неподалёку. Напуганный этой новостью, Карл отправился в обратный путь, так и не сделав ничего для папы. В дороге он заболел лихорадкой и умер в обычной хижине 6 октября 877 года.

### Семья
- 1-я жена: (с 14 декабря 842 года) Ирментруда Орлеанская (27 сентября 825 — 6 октября 869), дочь Эда, графа Орлеана
  - Юдифь (844—870): 1-й брак (с 6 октября 856 года) — король Этельвульф Кентский (795—858); 2-й брак (с 858 года) — король Этельбальд Уэссекский (829—860); 3-й брак (с 862 года) — граф Балдуин I Фландрский (умер в 879 году).
  - Людовик II Заика (846—879) — король Франции с 877 года[18].
  - Карл III Дитя (847/848 — 866) — король Аквитании c 855 года.
  - Лотарь Хромой (около 850 — 14 декабря 865) — пострижен в 861 году, позднее аббат монастыря Св. Германа в Осере.
  - Карломан (умер в 876 или 877 году) — пострижен в 854 году, в 860—870 годах аббат монастыря Святого Медарда в Суассоне, ослеплён в 873 году, с 874 года — аббат монастыря Эхтернах.
  - Ротруда (852 — не позднее 3 февраля 912) — не ранее 889 года аббатиса монастыря Андело.
  - Эрментруда (854 — 11 июля 877) — аббатиса монастыря Хаснон в Валансьене.
  - Хильдегарда (родилась в 856 году; умерла ребёнком)
  - Гизела (857—874)
- 2-я жена: (с 22 января 870 года) Ришильда Прованская (ок. 845 — 2 июня 910), дочь графа Бивина из Горза, сестра Бозона Вьеннского.
  - Ротхильда (871 — 22 марта 925): 1-й брак — Гуго, граф Буржа; 2-й брак (приблизительно с 890 года) — Роже, граф Мэна (умер 31 октября 900 года).
  - Дрогон (родился и умер в 872 или 873 году), близнец
  - Пипин (родился и умер в 872 или 873 году), близнец
  - сын (родился 23 марта 875 года; умер вскоре после рождения)
  - Карл (10 октября 876 — 7 апреля 877)

## Образ Карла II в кино

### Художественное
- «Викинги» / Vikings (2013—2015; Ирландия, Канада) в роли Карла II Лотер Блюто.

### Документальное
- Тайны древности. Варвары. Часть 1. Викинги.